# Sozialgericht Osnabrück

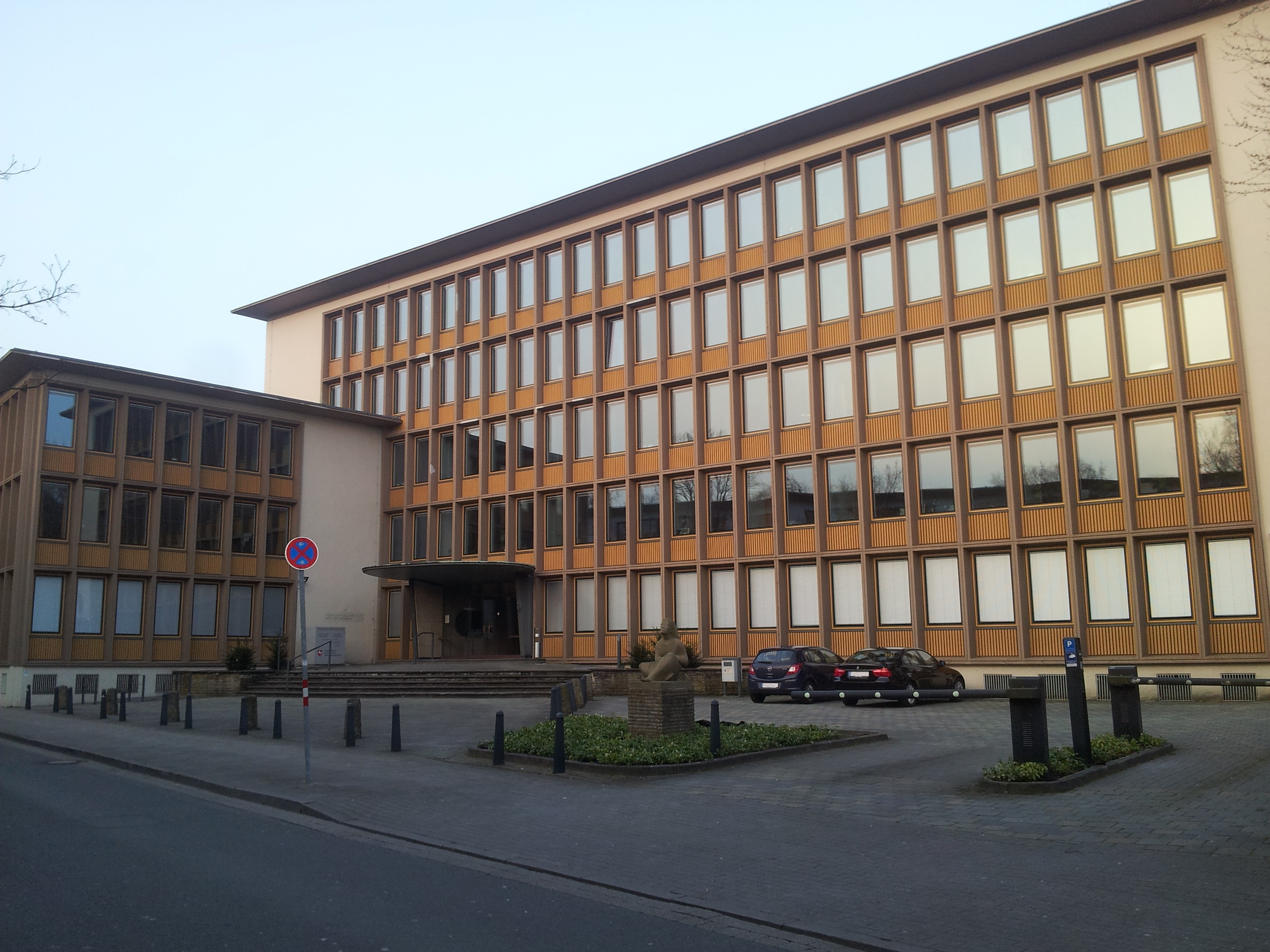

Das Sozialgericht Osnabrück ist ein Gericht der Sozialgerichtsbarkeit. Es ist eines von acht Sozialgerichten in Niedersachsen und hat seinen Sitz in Osnabrück. Direktorin des Sozialgerichts ist Annette Zurbrüggen. 

## Gerichtsgebäude
Das Gericht ist in einem Gebäude in der Hakenstraße untergebracht.

## Gerichtsbezirk
Der Gerichtsbezirk umfasst die kreisfreie Stadt Osnabrück sowie die Landkreise Emsland, Grafschaft Bentheim und Osnabrück. Der Gerichtsbezirk hat somit fast eine Million Gerichtseingesessene.

## Übergeordnete Gerichte
Dem Sozialgericht Osnabrück ist das Landessozialgericht Niedersachsen-Bremen mit Sitz in Celle übergeordnet. Dieses ist dem Bundessozialgericht in Kassel untergeordnet.